# Petit traité de l'antiquité et singularités de Bretagne Armorique
Le Petit traité de l'antiquité et singularités de Bretagne Armorique est une œuvre écrite par Roch Le Baillif au XVIe siècle. Le titre complet est Petit traité de l'antiquité et singularités de Bretagne Armorique. En laquelle se trouve bains curons la Lepre, Podagre, Hydropisie, Paralisie, Ulcères et autres maladies....

## Historique
Il est paru en 1577. Ce traité fait partie du Démostérion mais se trouve séparé du reste par un titre particulier qui occupe la page 161. La dernière ligne du volume porte : « Fin du labeur demosteric du sieur de la Rivière, médicin ».
C'est à Rennes que Le Baillif rédige cet opuscule, et c'est de là aussi qu'il entreprend la publication d'une série d'ouvrages, qui lui vaudront les censures de la Faculté de médecine. Il se crée des amitiés dans la ville : le sieur de Rengerard, « gentilhomme amateur des doctes » et le sieur de la Monneraye Riaut qui lui apportent divers minéraux et fossiles découverts dans les environs de Rennes.

## Contenu
Le texte, dont le titre date du XVIe siècle, constitue un bref inventaire des admirables singularités de Bretagne. L'auteur le dédie « aux très illustrissimes Princes, Ducs, Contes, Barons, Marquis, Vicontes, Seigneurs et noblesse » de la province.
Il semble néanmoins que Roch Le Baillif ne connaissait qu'une infime partie de la Bretagne. En effet, ses observations se rapportent d'une part, au territoire de la seigneurie des Salles de Rohan et, d'autre part, à un point très localisé des environs de Rennes.

## Analyse

### Première singularité
La première singularité est signalée de la manière suivante : « ...y ay trouvé ce qu'au récit des autres ne pouvois croire : sçavoir aux feuilles des arbres et herbes, pour vérité se trouve ceste marque percée au milieu. Et aux pierres yest si ordinaire et naturelle, qu'il n'est aisé croire à qui ne l'a veu : elle y est de ceste façon en couleur d'or, et le champ de gueulles : et qui notamment se trouve aux vieilles ruynes du chasteau nommé Castel finum ou Castel géant, dans la forest de Quenecan audit lieu des Salles ».
Ces pierres sont les mâcles ou Chiastolites. De grands cristaux de chiastolite (andalousite) sont développés dans les schistes ordoviciens. Ils se présentent en prismes de section presque carrée. Ces pierres, appelées pendant des siècles macles, sont abondantes aux Salles de Rohan, à tel point que les vicomtes de Rohan placèrent sept macles d'or sur leur blason ; leurs descendants en ajoutèrent deux supplémentaires à partir du milieu du XVIe siècle.
Roch Le Baillif était en 1573 médecin d’Henri Ier de Rohan.

Le blason à 7 macles de la Maison de Rohan
Le blason à 9 macles de la Maison de Rohan

### Sources
Le Baillif cherche à retrouver les traces d'une minière d'argent qu'un seigneur de Rohan aurait jadis trouvée les parages des Salles de Rohan. Il remarque certaines sources ou petites fontaines. « Après les avoir éprouvées », écrit-il, « presque au péril de sa vie », il déclare leur « reconnaître certaines vertus propres à la cure, par bain. ou étuve, des maladies sans distinction qui sont en la province ».

#### Première source
Le Baillif indique avoir trouvé « en la dîtte seigneurie des Salles audit seigneur de Rohan appartenante, au lieu qu'on dit la Minière de Jean Le Masson... un lieu montueux... et au pied de l'une d'icelles collines une source assez foyble toutes fois, laquelle apporte avec soy un sable esclattant aux yeux comme en couleur d'or, et l'eau d'icelle avoir une odeur approchant de l'antimoine, et goust un peu astringent. Et par la quelle après en avoir beu environ quatre onces, semble recevoir en peu de temps une petite chaleur par tout le corps,, avec un aggréable sentiment au cerveau. Sur le haut d'icelle colline se faict quelque labeur, et fouissant la terre s'y trouve du soulfre en morceau, esgal en ce que ce peut veoir à celuy des appoticaires. Ensemble s'y trouve force morceaux d'antimoine escartez ça et là comme s'ils y avaient esté jettez, fouissant la terre à deux pieds près se trouve changée en couleur d'eau marine et gluante : puis comme si elles y estoient par couches s'en trouve autre decouleur jaunastre, et autre tirant sur le rouge, parmy laquelle ay 'trouvé des pierres de couleur rousse avec quantité de cuyvre, à plusieurs desquelles y adhère de l'estain, et audessous d'icelle se trouve une autre terre en couleur fort diverse et merquetée de couleur d'asur et toutes tenaces et gluantes avec odeur sulfureuse ».
Sa conclusion est que l'eau de cette source a la vertu, par bain ou étuve, de « curer la Podagre et paralisie... pallier la lèpre que elle n'apparoist ».

#### Deuxième source
Le Baillif indique avoir trouvé une deuxième source près de la précédente colline. Elle est « tellement chargée de Taclh et amyanthe que le soleil luisant, est difficile tenir la veue dessus, à raison de la grande reverberation qui comme d'un miroir en ressort ». Il y a trouvé : « Le souffre, une terre grise comme cendre„ et une blanche comme neige et sous icelle- une autre de couleur verd noir, avec petites pierres qui sont le vray Jaspe. Au bas de laquelle sont les traces de la mine qu'on dict Jean le masson, où j'ay trouvé de la minière d'argent en pelite quantité, mès des marchasites en abondance, avec merveilleuse odei1r de soulfre, et au pied d'icelle en un vallon où il y avoit un petit pré en pendant, sortoit une petite fontaine,- de laquelle l'eau porte un petit gous't amer et de couleur changeante, laquelle pour estre gardée deux mois, ne se corrompt, et beüe au pois de trois à quatre onces, esmeut l'air du corps qui cause un petit tremblement, incontinent suyvi d'une moyenne chaleur, qui avec soy apporte une sueur universelle. Ses vertus sont sur les contractions, coliques, passions, gravelle et hydropisie, mais elle nuist à l'inflammation des yeux ».

#### Troisième source
Le Baillif indique avoir trouvé une troisième source : « Et du costé d'icelle colline assez plate sur la sommité néantmoins, se trouve une plus forte en eau et d'odeur de soulfre plombé. Sa couleur est noirastre, et son goust assez plaisant mais un peu sallé, et près icelle ay trouvé du plomb et beaucoup d'antimoine, des Marchasites et Cachimies, et les terres de diverses couleurs et odeurs. Ces-tuy est remede aux ulceres et inflammdtions, durté de ratelle, fiebvre quarte, phtysie, aux flux retenu des femmes, et oster leur molle, aydé des remedes à ce convenables... »

#### Source de Saint-Méen
Il fait seulement mention de la source de Saint-Méen-le-Grand, laquelle « pour certain guerist la galle, et ce à raison de l'alun qui y abonde, comme jé remerqué en l'eau que j'en ay exprès envoyé guérir, et me semble celle vertu n'y estre seulle : mais pour n'avoir veule lieu ny faict inventaire de la source, je diffère en rescripre autre chose ».
Une fontaine guérissait autrefois certaines maladies cutanées. Elle est encore l'objet de nombreux pèlerinages jusqu'au XIXe siècle.

### Métaux et pierres précieuses

#### Métaux
En étudiant les sources, Le Baillif prétend y avoir reconnu l'argent, l'antimoine, le cuivre et l'étain, métaux renfermés dans le Massif Armoricain. Il indique tout le bien que l'on peut attendre des eaux passantes par les métaux, « lesquelles avec soy emportent une propriété d'iceux et par conséquent de la première matière des trois substances ou principes » c'est-à-dire : sel, soufre et liqueur.
Ainsi celles « qui ne contiennent que la première matière de l'argent, sont remèdes aux furieux et maniaques et maladies articulaires », mais si elles emportent « la première matière du vif argent, sont remède à la l'Alopecie, morphée prurit, et ulcères communs, à raison de l'abondance du sel des métaux ». Et plus loin il dit encore : « Il est certain qu'au vif argent est la cure de la vérolle et de ses ulcères, mais si le temps de guérir est passé, autant de bien qu'on espère de luy, autant en vient-il de mal ». S'il s'agit de thermes contenant « la première matière du fer, sont infalible remède aux fiebvres venantes de putréfaction. Et ceux de la première du cuyvre, sont sans péril propres à purger les vices du corps qui le rendent languide, comme est l'impur du glaire. — Comme aussy venans ceux de l'estain et fer ensemble, sont remèdes présens aux Estioménes et gangrènes. — Et ceux de Saturne qui est le plomb, entretiennent la Ratelle et son exaltation, et prolongent la vie ».

#### Pierres précieuses
Les pierres précieuses comme l'émeraude « restrainct l'appétit vénérien, et tousvices provenans à son occasion » ; le saphir est remède à la peste et à l'anthrax; la cornaline arrête tout flux de sang. Enfin « les eaux où croissent les Perles, et mères d'icelles sont propres aux vices venons du sparme et à l'accroissement du laict aux nourrices, pour la préservation du cancer et hemoroydes, et sont ayde présent à la Paralysie, Apoplexie, etc. »

### Minéraux, roches et fossiles de Bretagne
Les dernières pages du traité de Le Baillif sont consacrées à des observations sur les « pierres diverses trouvées en icelle province ». Il faut y comprendre des minéraux, des roches, des fossiles et aussi « la pierre dicte Cochlias ». Dans les environs immédiats des sources décrites, il rencontra encore le cristal, l'amiante, le talc et le jaspe.
Le Baillif parle de la pierre Istricus, de la crapaudine, de la pierre ponce, et de la « langue de serpent (Telum Jovis) » les suivantes : la pierre Astacus, la Serpe de Saturne, et la Dent armorique. Il déclare dans son traité : « Ces trois dernières avec le Telum Jovis se trouvent en bonne quantité à une lieüe près ceste ville de Rennes sur un lieu appartenant au sieur de la Mouneraye Riant, lequel m'en apporta bonne quantité. Ensemble la pierre dicte Pumex et de laquelle usent les accoustreurs de parchemin ».
Pour Germain Baudre, ce que Le Baillif prenait pour des pierres, n'était autre chose que des fossiles trouvés dans les faluns de Saint-Grégoire. Il reste plus réservé sur la Langue de Serpent.

#### Pierre Istricus
Il s'agit d' « ...une pierre légère marquetée en forme d'estoilles et de couleur cendrée, laquelle mise en uinaigre, .se meut manifestement de l'une part du vaisseau ou elle sera, à l'aiitre : ainsi que font les pierres d'Ecrevisses. Et crôy estre celle pierre appelée istricus, laquelle beüe est ayde présent aux hydropiques, et portée restablyt les forces perdues ». La désignation est insuffisante et ne permet pas d'identifier la pierre Istricus. La marque en forme d'étoile fait penser néanmoins pour Germain Baudre aux oursins trouvés dans les faluns.

#### Crapaudine

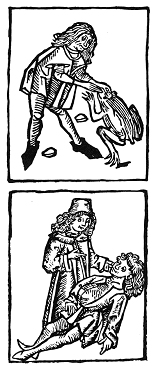
Extraction et utilisation d'une crapaudine

Il s'agit de « La pierre dicte Myexis ou Crapaudine... laquelle portée sur les reins sans doute appaise la douleur d'iceux provenante ou du calcul, gravelle, onde nephretique, passion, comme aussi faict le vin beu auquel elle aura trempé »
Germain Baudre y associe les dents de poissons de la famille des Sparidae que l'on trouve dans les faluns: Chrysophrys et Rhabdosargus.

#### Pierre Astacus
Il s'agit de « La pierre dicte Astacus (à cause du fleuve où elle croist) (?) y est en grande quantité approchant de ressemblance aucunement de la Crapaudine : Et les plus vieilles desquelles sont caves ou creuses par dessoufcomme la coquille d'un gland, de couleur jaune entremeslé du noir un peu lucide. Sa dissolution spagiriquement faicte est remède présent à la gravelle ».
La pierre Astacus s'identifie avec la pierre d'écrevisse. C'est vraisemblablement une dent de poisson comme la crapaudine, mais différente quant à la forme.

#### La serpe de Saturne
« Au mesme lieu de la susdicte, se trouve une autre de diverses proportions, car les unes sont de la grosseur du bras de l'homme, et autres plus moindres comme de la grosseur d'un doigt, courbées comme un arc. Et desquelles y en a de deux espèces, sçavoir masle et femelle. Le masle est par le dessus de couleur fort noir bruny : e't la femelle en couleur de plastre : et toutes au dedansde la couleur du foye de quelque animal. C'est celle pierre appelée des anciens falcula vel secula Saturni. En icelle se trouve remède aux vices de la ratelle : et par sa force la faict tellement diminuer qu'elle ne peut estre appercüe ».
Pour Germain Baudre, cette dénomination, serpe ou faucille de Saturne, peut être appliquée aux côtes de Metaxytherium medium assez communes à Saint-Grégoire.

#### La dent Armorique
« Parmi les quelles pierres s'en trouve représentant la dent de l'homme en toutes ses parties, soient grosses, canines, ou les autres. Mais pour n'en avoir leu aucune description, ny dénomination (dont me reste mémoire) je me rapporte aux sçavans luy donner nom, convenant à sa propriété, laquelle se doit remerquer par les traicts de la Chiromance, suyvant lesquels ay trouvé en icelle pierre un grand et secref mistère contre les maladies des dents : et la rouille desquelles est fort promptement effacée par les frottant avec icelles pierres : laquelle rouille par ce moyen es't promptement rendue en dissolution blanche comme laict. Le bon Chyromancien y advisera le reste des proprietez, qu'il y trouvera admirables pour la régénération des dents. Et cependant (sous la correction des doctes) seray d'advis quelle soit nommée Dent Armorique ou herculéane ».
Pour Germain Baudre, il peut s'agir de dents de Metaxytherium medium.

#### Lalangue de Serpent
« ...m'a esté apporté par le sieur de Rengerard (gentilhomme amateur des doctes) plusieurs pierres qu'il m'asseura avoir prises près ceste ville de Rennes, lesquelles sont du. vulgaire appellées Langue de Serpent. Et par les Grecs et latins Glotis, et par aucuns Ceraunium et Telum Jovis, de la couleur de l'ungle des Sanguins en pollisseure de cassidoines et dont y en a de diverses grandeurs. A laquelle les anciens attribuent propriété d'exciter songes aggréables et plaisants, et rendre l'homme admirable à ses ennemis. Il est certain que portée elle dissipe la pierre aux reins, et ay de merveilleusement les gravelleux ».
Il est possible — probable même — pour Germain Baudre que les exemplaires remis par le sieur de Rengerard, étaient des dents de squales fossiles « de la couleur de l'ungle des sanguins » pareilles à celles des faluns de Saint-Grégoire. Pour Marcel Baudoin, le terme Telum Jovis plaide en faveur d'une interprétation de la langue de Serpent en pointe de flèche du Néolithique.

#### Pierre diteCochlias
Roch Le Baillif signale la pierre dite Cochlias trouvée, dit-il « à mon besoing en la tes'te des vieils lymaz sans coquille (ce que malaisément se trouve autre part) ». Cette pierre mise en usage avait, paraît-il, la vertu d'empêcher la génération du calcul.